# Eredivisie (mannenhandbal) 2013/14
De Lotto Eredivisie is de hoogste afdeling van het Nederlandse handbal bij de heren op landelijk niveau. In het seizoen 2013/2014 werd Eurotech/Bevo HC voor het eerst in de geschiedenis landskampioen van Nederland. In de Best of Thee won Eurotech/Bevo HC van OCI-LIONS. In verband met de nieuwe opzet van de Bene(lux) Liga werd de promotie- en degradatieregeling veranderd. Hierdoor is geen team gedegradeerd uit de eredivisie. 

In de vernieuwde BENE-League competitie zullen de beste vier Nederlands ploegen deelnemen. De BENE-League gaat in het seizoen 2014/15 in werk gaan.

## Opzet
Eerst speelden de tien ploegen een reguliere competitie, de nummers een tot en met zes van deze reguliere competitie speelden in de kampioenspoule. In de eerste ronde van de kampioenspoule speelden de teams in twee gelijke poules een hele competitie. De nummers een en twee gingen door naar de tweede ronde (kruis finales). De twee winnaars van de kruisfinale kwalificeerden zich voor de Best of Three-serie. De winnaar van deze serie is de landskampioen van Nederland. De nummers zeven tot en met tien speelden in de degradatiepoule. De laagst geklasseerde ploeg in de degradatiepoule degradeerde rechtstreeks naar de eerste divisie.

## Teams
| Club               | Plaats         | Provincie     | Trainers                                                          | Hal                                        |
| ------------------ | -------------- | ------------- | ----------------------------------------------------------------- | ------------------------------------------ |
| FIQAS/Aalsmeer     | Aalsmeer       | Noord-Holland | René Romeijn                                                      | De Bloemhof                                |
| Eurotech/Bevo HC   | Panningen      | Limburg       | Martin Vlijm                                                      | De Heuf                                    |
| E&O                | Emmen          | Drenthe       | Erik Huizing Jan Gerald Mulder Joop Fiege ontslagen in april 2014 | Harwig Arena                               |
| Hellas             | Den Haag       | Zuid-Holland  | Neso Saponjic                                                     | Hellashal                                  |
| JMS/Hurry-Up       | Zwartemeer     | Drenthe       | Peter Janssen                                                     | Concrete People Arena                      |
| OCI-LIONS          | Sittard-Geleen | Limburg       | Lambert Schuurs Maurice Canton ontslagen in maart 2014            | Glanerbrook Fitland XL Sittard (okt. 2013) |
| Quintus            | Kwintsheul     | Zuid-Holland  | Eelco Overkleeft                                                  | Van der Voorthal                           |
| Swift Arnhem       | Arnhem         | Gelderland    | Johann Peters Paul Schuurkens ontslagen in oktober 2013           | Elderveld                                  |
| TTL RED-RAG/Tachos | Waalwijk       | Noord-Brabant | Frank van Ommen                                                   | De Slagen                                  |
| KRAS/Volendam      | Volendam       | Noord-Holland | Mark Schmetz                                                      | Opperdam                                   |

## Reguliere competitie
| Pos | Club               | Wed | W  | G | V  | Ptn | DV  | DT  | +/−  | Opmerking                           |
| --- | ------------------ | --- | -- | - | -- | --- | --- | --- | ---- | ----------------------------------- |
| 1   | FIQAS/Aalsmeer     | 18  | 14 | 2 | 1  | 30  | 502 | 396 | +106 | Gekwalificeerd voor kampioenspoule  |
| 2   | KRAS/Volendam      | 18  | 14 | 0 | 4  | 28  | 530 | 430 | +100 | Gekwalificeerd voor kampioenspoule  |
| 3   | OCI-LIONS          | 18  | 13 | 1 | 4  | 27  | 553 | 407 | +146 | Gekwalificeerd voor kampioenspoule  |
| 4   | Eurotech/Bevo HC   | 18  | 10 | 3 | 5  | 23  | 498 | 409 | +89  | Gekwalificeerd voor kampioenspoule  |
| 5   | E&O                | 18  | 9  | 2 | 7  | 20  | 510 | 474 | +36  | Gekwalificeerd voor kampioenspoule  |
| 6   | JMS/Hurry-Up       | 18  | 7  | 6 | 5  | 20  | 526 | 503 | +23  | Gekwalificeerd voor kampioenspoule  |
| 7   | Quintus            | 18  | 7  | 3 | 8  | 17  | 464 | 454 | +10  | Gekwalificeerd voor degradatiepoule |
| 8   | TTL RED-RAG/Tachos | 18  | 2  | 2 | 14 | 6   | 402 | 552 | -150 | Gekwalificeerd voor degradatiepoule |
| 9   | Swift Arnhem       | 18  | 2  | 1 | 15 | 5   | 410 | 538 | -128 | Gekwalificeerd voor degradatiepoule |
| 10  | Hellas             | 18  | 2  | 0 | 16 | 4   | 339 | 571 | -232 | Gekwalificeerd voor degradatiepoule |

## Nacompetitie

### Degradatiepoule
| Pos | Club               | Wed | W | G | V | Ptn | DV  | DT  | +/− | BP | Opmerking                                                     |
| --- | ------------------ | --- | - | - | - | --- | --- | --- | --- | -- | ------------------------------------------------------------- |
| 1   | Quintus            | 6   | 6 | 0 | 0 | 16  | 159 | 112 | +47 | 4  |                                                               |
| 2   | Hellas             | 6   | 2 | 1 | 3 | 6   | 123 | 137 | -14 | 1  |                                                               |
| 3   | Swift Arnhem       | 6   | 2 | 0 | 4 | 6   | 131 | 141 | -10 | 2  |                                                               |
| 4   | TTL RED-RAG/Tachos | 6   | 1 | 1 | 4 | 6   | 124 | 147 | -23 | 3  | Best of two tegen winnaar periodekampioenschap eerste divisie |

### Kampioenspoule

#### 1e ronde
| Pos | Club           | Wed | W | G | V | Ptn | DV  | DT  | +/− | BP | Opmerking                        |
| --- | -------------- | --- | - | - | - | --- | --- | --- | --- | -- | -------------------------------- |
| 1   | FIQAS/Aalsmeer | 4   | 3 | 0 | 1 | 9   | 117 | 102 | +15 | 3  | Geplaatst voor 2e ronde Play-Off |
| 2   | OCI-LIONS      | 4   | 2 | 0 | 2 | 6   | 111 | 101 | +10 | 2  | Geplaatst voor 2e ronde Play-Off |
| 3   | E&O            | 4   | 1 | 0 | 3 | 3   | 97  | 122 | -25 | 1  |                                  |

| Pos | Club             | Wed | W | G | V | Ptn | DV  | DT  | +/− | BP | Opmerking                        |
| --- | ---------------- | --- | - | - | - | --- | --- | --- | --- | -- | -------------------------------- |
| 1   | KRAS/Volendam    | 4   | 4 | 0 | 0 | 11  | 130 | 105 | +25 | 3  | Geplaatst voor 2e ronde Play-Off |
| 2   | Eurotech/Bevo HC | 4   | 2 | 0 | 2 | 6   | 114 | 105 | +9  | 2  | Geplaatst voor 2e ronde Play-Off |
| 3   | JMS/Hurry-Up     | 4   | 0 | 0 | 4 | 1   | 103 | 137 | -34 | 1  |                                  |

1. ↑  Komend weekend Final 4 Beneluxliga | Handbalstartpunt - Dé handbalwebsite van Nederland. www.handbalstartpunt.nl. Gearchiveerd op 9 juli 2021. Geraadpleegd op 3 juli 2021.
2. 1 2 3 4  Speelt volgend seizoen BENE-League

#### 2e ronde
| 19 april 2014 | OCI-LIONS | 24 - 26 | KRAS/Volendam |

| 4 mei 2014 | KRAS/Volendam | 23 - 26 | OCI-LIONS |

| 19 april 2014 | Eurotech/Bevo HC | 26 - 27 | FIQAS/Aalsmeer |

| 3 mei 2014 | FIQAS/Aalsmeer | 22 - 24 | Eurotech/Bevo HC |

## Best of Three
| 11 mei 2014 | OCI-LIONS | 21 - 22 | Eurotech/Bevo HC | Fitland XL, Sittard |
| 11 mei 2014 |           |         |                  | Fitland XL, Sittard |
| 11 mei 2014 |           |         |                  | Fitland XL, Sittard |

| 18 mei 2014 | Eurotech/Bevo HC | 26 – 27 | OCI-LIONS | De Heuf, Panningen |
| 18 mei 2014 |                  |         |           | De Heuf, Panningen |
| 18 mei 2014 |                  |         |           | De Heuf, Panningen |

| 25 mei 2014 | OCI-LIONS | 28 – 29 | Eurotech/Bevo HC | Fitland XL, Sittard |
| 25 mei 2014 |           |         |                  | Fitland XL, Sittard |
| 25 mei 2014 |           |         |                  | Fitland XL, Sittard |

## Beste handballers van het jaar
Door de coaches zijn bij de heren de volgende spelers verkozen tot beste handballers van het jaar;
| Categorie    | Winnaar           | Club             |
| ------------ | ----------------- | ---------------- |
| Beste keeper | Bart Ravensbergen | Eurotech/Bevo HC |
| Beste speler | Luc Steins        | OCI-LIONS        |
| Talent       | Tim Bottinga      | Quintus          |